# Gülitzer Braunkohlengruben
Als Gülitzer Braunkohlengruben wurden verschiedene kleinere Braunkohlenbergwerke im nordwestlichen Brandenburg bezeichnet. Um die Gemeinden Gülitz (frühere Schreibweise „Gühlitz“) und Pirow im Landkreis Prignitz wurde zwischen 1848 und 1949 im Tage- und Tiefbau Braunkohle abgebaut.
In vier Teilfelder aufgeteilt wurde aus zwei Braunkohlenflözen, dem Ober- und Unterflöz, über 68 Förder-, Fahr-, Wetter- und Kunstschächte Braunkohle gefördert. Das ca. 105 ha große Abbaugebiet gliedert sich in die Teilfelder 1 (Feld Ottiliengrube), 2 (Felder Louise, Sophiensglück und Freundschaft), 3 (Felder Fortuna und Freundschaft) und 4 (Feld Sophiensglück).
Heute bilden die Bruchfelder des früheren Abbaus die Schönholzer Grubenteiche.
Abgebaut wurden zwei Flöze einer untermiozänen Braunkohlenserie: das Flöz 1 (Oberflöz) und das Flöz 2 (Unterflöz). Diese verteilen sich auf einem ca. 700 m breiten und 1,8 km langen Areal westlich der Ortschaft Gülitz, überwiegend in einem großen Waldgebiet zwischen den Ortschaften Gülitz im Osten, Wüsten-Vahrnow im Süden, Bresch im Westen und Burow im Norden. Ein kleiner Teil der Bergbauflächen wird landwirtschaftlich genutzt.
Etwa in der Mitte des Altbergbaugebietes liegt die Ortschaft Schönholz.

## Geschichte

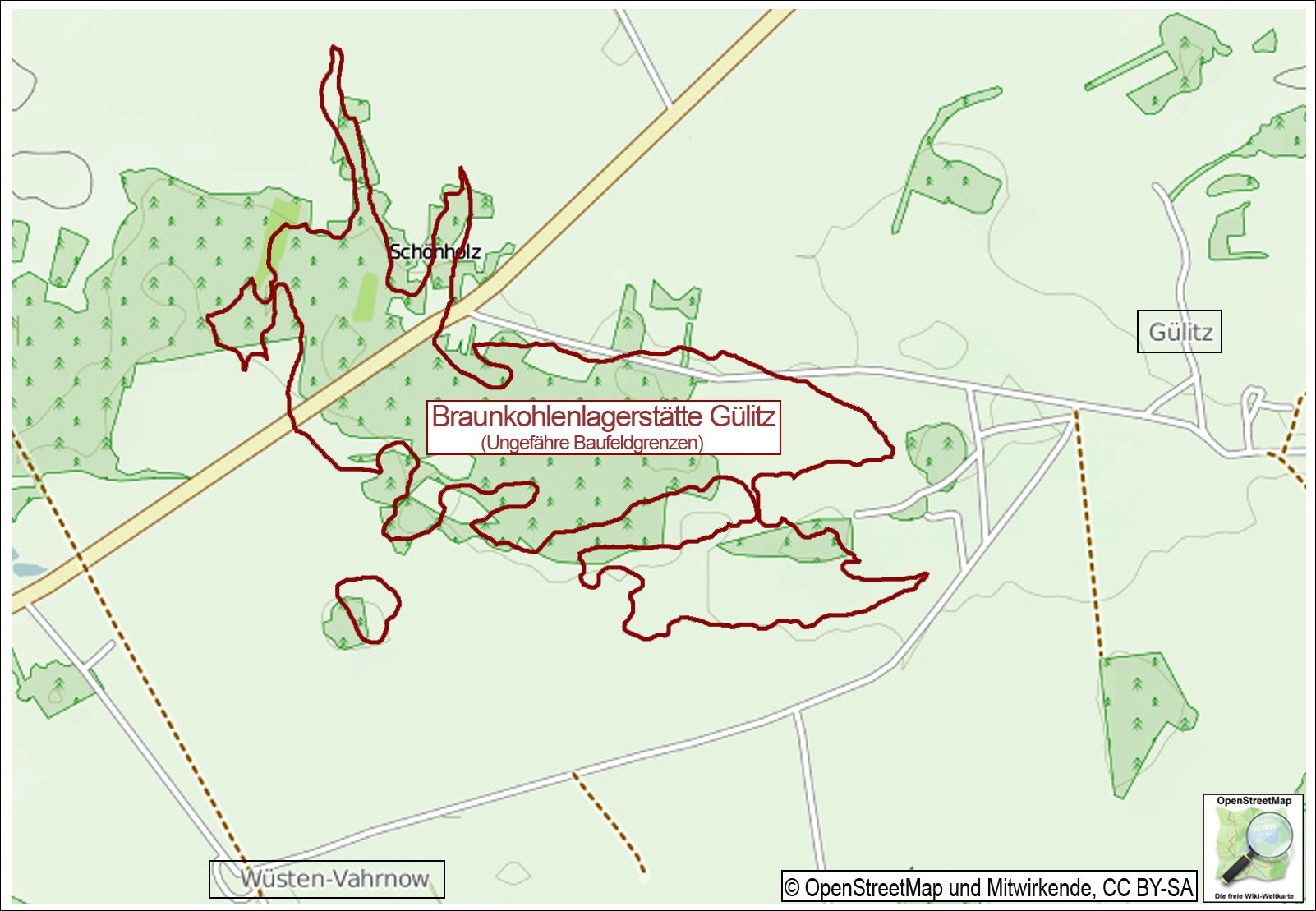
Ungefähre Lage der Baufeldgrenzen im Altbergbaugebiet Gülitzer Braunkohlengruben

Die Braunkohlengewinnung im Gebiet von Gülitz erfolgte in den Jahren von 1848 bis 1905 sowie in einem kleineren Teilfeld im Süden der Lagerstätte von 1946 bis 1949. Die Braunkohle wurde vorwiegend Untertage im Pfeilerbruchbauverfahren gewonnen. An einigen Stellen, an denen das Kohlenflöz nahezu zu Tage trat, wurde es im Tagebau gewonnen.

### Gewinnungsperiode von 1848 bis 1905

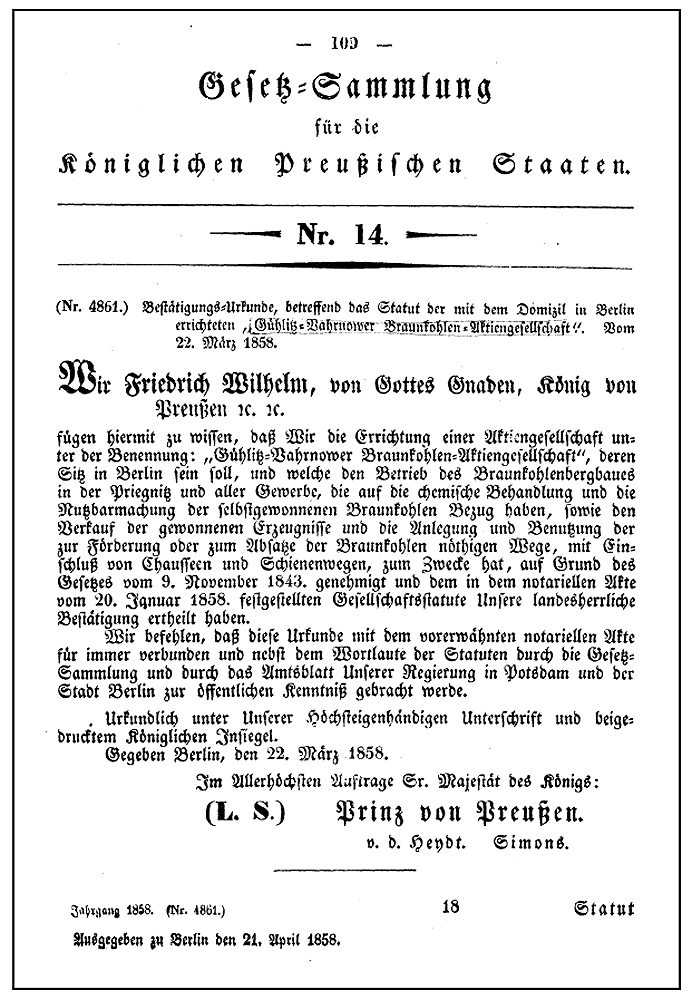
Königliche Bestätigungsurkunde

Das Braunkohlenvorkommen von Gülitz ist bereits seit 1847 bekannt. Die Annahme der Mutung erfolgte am 10. Dezember 1847 und die Verleihung am 12. Juli 1848.
Über die Entdeckung der dortigen Braunkohlenvorräte ist folgendes bekannt: „Die Überlieferung besagt, dass eines Tages der damalige Rittergutsbesitzer Hansen auf seinem Acker in dem sogenannten „Plagried“ eine Viehtränke graben ließ. Damit war Johann Pröpper beauftragt. Bei der Arbeit fand der Tagelöhner tiefschwarze Erde. Das erschien ihm sonderbar. Nach Vollendung des Auftrags nahm er ein Sacktuch voll dieser auffälligen Erde mit nach Hause. Er wollte den einmaligen Fund seinem Grundherrn zeigen. Er traf aber dessen Tochter Ottilie. Ihr übergab er die auffällige Bodenprobe – Braunkohle, wie sich später herausstellte. Als Belohnung erhielt der Tagelöhner Johann Pröpper einige Scheffel Erbsen.“
| Name der Mutung    | Ottilie          | Sophiensglück    | Einigkeit        | Freundschaft      | Louise            | Adelheit      | Fortuna       | Summe      |
| Tag der Verleihung | 7. Dezember 1848 | 25. Oktober 1849 | 29. Oktober 1849 | 20. Dezember 1849 | 31. Dezember 1850 | 18. März 1851 | 16. März 1853 |            |
| Feldesgröße        | 54.000 m²        | 54.400 m²        | 54.050 m²        | 31.600 m²         | 54.400 m²         | 54.100 m²     | 54.400 m²     | 356.950 m² |
| Erweiterungsgröße  | 60.300 m²        | 59.800 m²        | 60.100 m²        | 82.900 m²         | 59.990 m²         | 60.050 m²     | 60.000 m²     | 443.140 m² |
| Gesamtfeldgröße    | 114.300 m²       | 114.200 m²       | 114.150 m²       | 114.500 m²        | 114.390 m²        | 114.150 m²    | 114.400 m²    | 800.090 m² |

Die Lage des einstigen Fundpunktes ist auf dem Übersichtsplan (siehe Anhang) ersichtlich.
Bergrechtlich herrschte Mutungsrecht, d. h. die Braunkohle gehörte nicht dem Grundeigentümer, sondern konnte durch Mutung innerhalb eines Maximalfeldes von 2.189.000 m² als Bergwerkseigentum erworben werden.
| Datum         | Grubenfeld                      | Beleiher |
| ------------- | ------------------------------- | --- |
| 12. Juli 1848 | Ottilie, Feldflur Gühlitz       | Gutsbesitzer F. L. Hansen in Gühlitz                                                                                            |
| 25. Okt. 1849 | Sophiensglück, Feldflur Vahrnow | Oeconom A. Tromann in Vossberg bei Pritzwalk Oeconom Friedrich Gericke in Perleberg Butterhändler Joachim Schultze in Perleberg |
| 29. Okt. 1849 | Einigkeit, Feldflur Vahrnow     | Oeconom Friedrich Gericke in Perleberg, Rentier Joachim Schultze in Perleberg                                                   |
| 20. Dez. 1849 | Freundschaft, Feldflur Gühlitz  | Oeconom Friedrich Gericke in Perleberg                                                                                          |
| 31. Dez. 1850 | Louise, Feldflur Gühlitz        | Friedrich Gericke in Perleberg, Rentier Joachim Schultze in Perleberg                                                           |
| 18. März 1851 | Adelheit, Feldflur Gühlitz      | Friedrich Gericke in Perleberg, Rentier Joachim Schultze in Perleberg, Kaufmann W.Herz in Berlin                                |
| 16. März 1853 | Fortuna, Feldflur Gühlitz       | Gutsbesitzer F.L. Hansen in Gühlitz                                                                                             |

In der Zeit von 1848 bis 1853 wurden sieben Einzelfelder verliehen (siehe obenstehende Tabelle): Die Felder wurden am 22. Dezember 1859 unter dem Namen „Gühlitzer Gruben“ konsolidiert und am 26. November 1866 erweitert.
Der Abbau der Braunkohle erfolgte in den Jahren 1848–1856 im Feld Ottilie im Tagebau.
Im Feld Sophiensglück bestand von 1850 bis 1851 ebenfalls ein Tagebau.
Im Jahre 1856 wird berichtet:
„Die Gruben bei Gülitz und Vahrnow dagegen haben ihren früheren Absatz nach Mecklenburg durch das bei Dömitz in unmittelbarer Nähe der Preussischen Gränze und am Elbstrom gelegene, vor kurzem erst in Betrieb gekommene Braunkohlenwerk (Malliß) eingebüsst; nur durch die endliche Ausführung des seit Jahren projectirten Baues einer Kunststrasse von Putlitz über die genannten Gruben zunächst nach Karstedt zum Anschluss an die Berlin-Hamburger Eisenbahn und weiter nach Lentzen kann diesen Werken wieder hinreichender Absatz verschafft werden. Die Verwaltung der letztbezeichneten Bahn, wie in fast gleichem Maasse die der Wittenberge-Magdeburger Bahn hat im Jahre 1854 von den Gruben bei Gühlitz bereits bedeutende Quantitäten von Braunkohlen theils zu Versuchen, bei der Feuerung von Locomotivkesseln, theils zur Heizung der Stationsgebäude entnommen.“
1858 wurde auf dem Grubenfeld Freundschaft wiederum ein Tagebau angelegt, der jedoch zwei Jahre später, vermutlich wegen der zusitzenden Grundwässer, wieder aufgegeben werden musste.

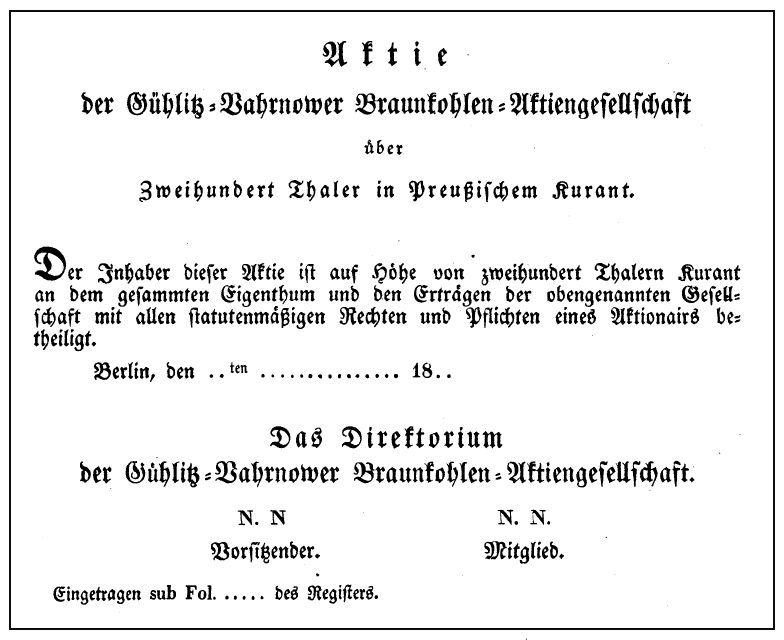
Gülitzer Aktie

Die Königliche Regierung in Potsdam hatte 1858 die Herausgabe von Aktien der gerade gegründeten Gühlitz-Varnower Braunkohlen Actiengesellschaft genehmigt. Aus dem Namen darf geschlossen werden, dass sich zu diesem Zeitpunkt mehrere Grubenbesitzer zusammengeschlossen hatten.
Nachdem die Hochlagen der Braunkohlenablagerungen abgebaut worden waren, verfolgte man die Flöze mit zahlreichen tonnlägigen Schächten (1853–1905). Im Feld Louise stand ein Versuchsschacht, gefördert wurde hier seit 1864. Die erreichte Förderung aus beiden Flözen betrug von 1848 bis zur Stilllegung 1905 insgesamt 1.413.214,2 t (siehe Abschnitt Statistik).
Die jährliche Förderung hatte 1875 ihr Maximum mit ca. 68.000 t erreicht. Die Belegschaftsstärke lag zeitweise bei bis zu 250 Mann.
1905 kam der Abbau zum Erliegen und am 25. September 1905 wurde die Versteigerung der Grube ausgeschrieben. Die Betriebseinstellung der „Gühlitz-Vahrnower Braunkohlengruben A.-G.“ ist im Wesentlichen darauf zurückzuführen, dass der Betrieb, insbesondere deren Betriebsmittel, veraltet waren und neue Investitionen erforderlich gewesen wären. Dies machte vor dem Hintergrund billigerer böhmischer Konkurrenzkohle keinen ökonomischen Sinn.
Das Handbuch der deutschen Aktien-Gesellschaften, Ausgabe 1902/1903 (1) bzw. Ausgabe 1906/1907 (2) führt auf:
Die Gühlitz-Vahrnower Braunkohlen-A.-G. in Gühlitz b. Perleberg mit folgenden Angaben:
In (1):
„Gegründet: 1858. Letzte Statutänderung 9. Juni 1900. Gefördert wurden 1899–1901: 139 993, 147940, 150 865 hl, verkauft 94 166, 95 138, 91 970 hl Braunkohlen: Verkaufspreis pro hl 54.82, 66.79, 72.10 Pfg.Belegschaft 1901 durchschnittl. 44 Mann.Kapital: M. 232 200,- in 387 Aktien a. M. 600,-.Direktion: Herzog. Aufsichtsrat: Vorsitzender Neuhaus, Komm.-Rat Runge“
In (2):
„Gegründet: 1858. Die Gesellschafterversammlung vom 11. Juni 1904 beschloss die Auflösung der Gesellschaft. Gefördert 1900–1903: 147940, 150 865, 127 985, 133 555 hl, verkauft 95 138, 91 970, 82 199, 79 668 hl Braunkohlen; Verkaufspreis pro hl 66.79, 72.10, 68.68, 67.05 Pfg. Belegschaft 1903 durchschnittlich 45 Mann. Kapital: M. 232 200,- in 387 Aktien a. M. 600,-. Ab 7./8. 1905 Zahlung der 1. Liquidationsrate von 50 % = M. 300,- pro Aktie, ab 30. Juni 1906 Zahlung der Schlussquote mit 23,96 %. Liquidator: Fabrikbesitzer Max Herz Aufsichtsrat: Komm.-Rat Runge, Rechtsanwalt Busch, Rittergutsbesitzer Bartels.“
Eine Übersicht der nach dem vorhandenen bergmännischen Rißwerk recherchierten Tagesöffnungen im Altbergbaugebiet Gülitz zeigt nachstehende Tabelle:
| Schachtbezeichnung     | Anzahl | Abmessungen                          | Bemerkungen            |
| ---------------------- | ------ | ------------------------------------ | ---------------------- |
| Kunstschächte          | 12     | 2,4×1,6 m bis 4,8×2,4 m bzw. d=4,0 m | mit Streckenanschluss  |
| Wasserhaltungsschächte | 3      | 2,4×1,2 m bis 3×2 m                  | ohne Streckenanschluss |
| Förderschächte         | 35     | 1,2×1,2 m bis 4,8×2,4 m              | –                      |
| Fahrschächte           | 9      | 1,2×1,2 m bis 2×1,4 m                | –                      |
| Hilfsschächte          | 2      | 1,6×1,6 m bis 3,6×2,4 m              | –                      |
| Wetterschächte         | 5      | 1×1 m bis 3,2×1,6 m                  | –                      |
| Wetterbohrlöcher       | 42     | –                                    | –                      |

Einige Jahre später, Ende 1919, leitete der damalige Kreisbaumeister des Kreises Westprignitz Untersuchungsbohrungen ein, welche klären sollten, ob die Elektrifizierung des Landkreises auf der Grundlage eines zu bauenden Elektrizitätswerkes, das mit den örtlich vorkommenden Braunkohlen gespeist werden würde, möglich sei. Dies hätte die Wiederbelebung des Gülitzer Bergbaus bedeutet. Die Untersuchungen zogen sich bis 1923 hin und wurden schließlich eingestellt.

### Gewinnungsperiode nach dem Zweiten Weltkrieg

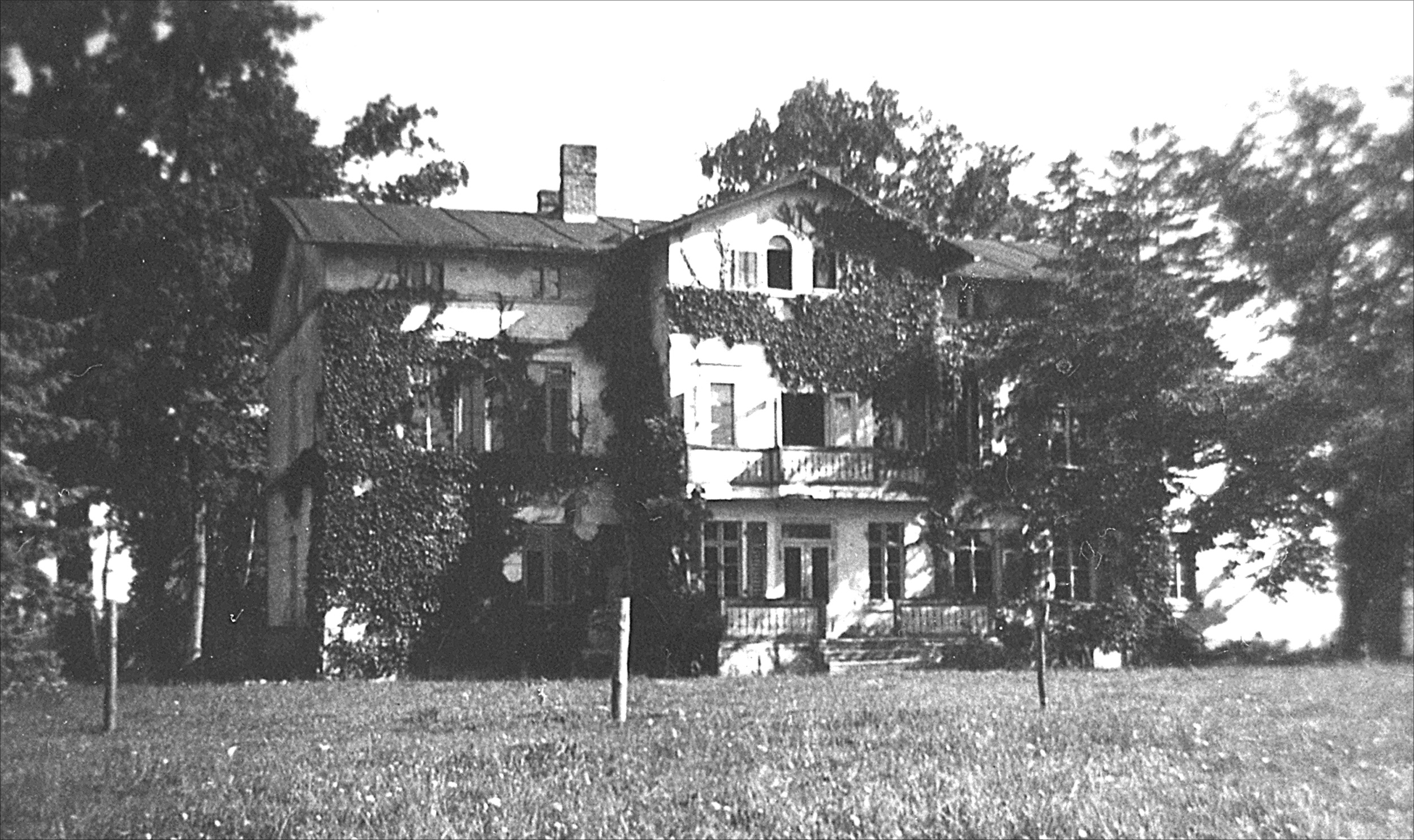
Ansicht des früheren Grubendirektionsgebäudes im Ortsteil Schönholz.

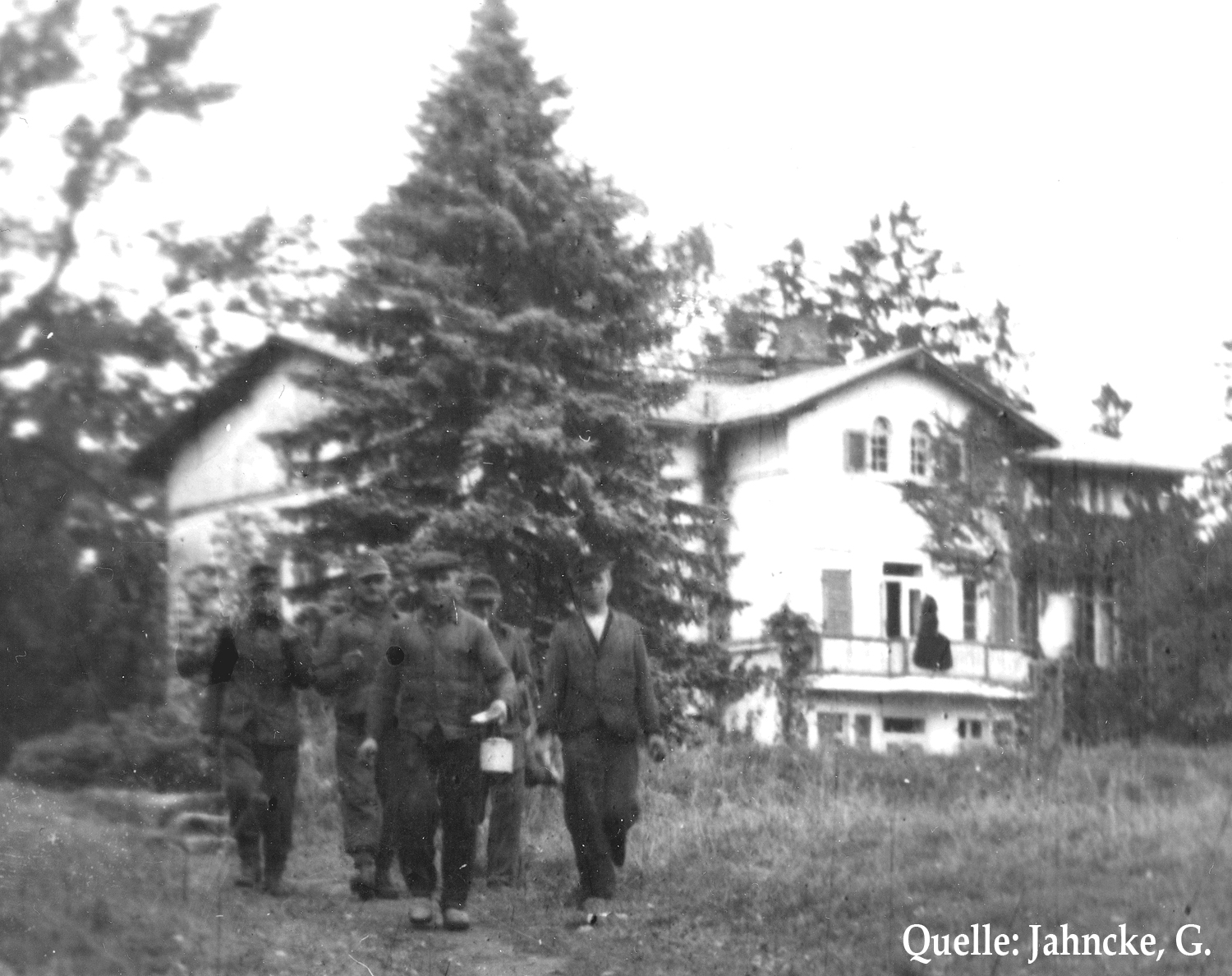
Bergleute vor dem früheren Grubendirektionsgebäudes von Schönholz (1946)

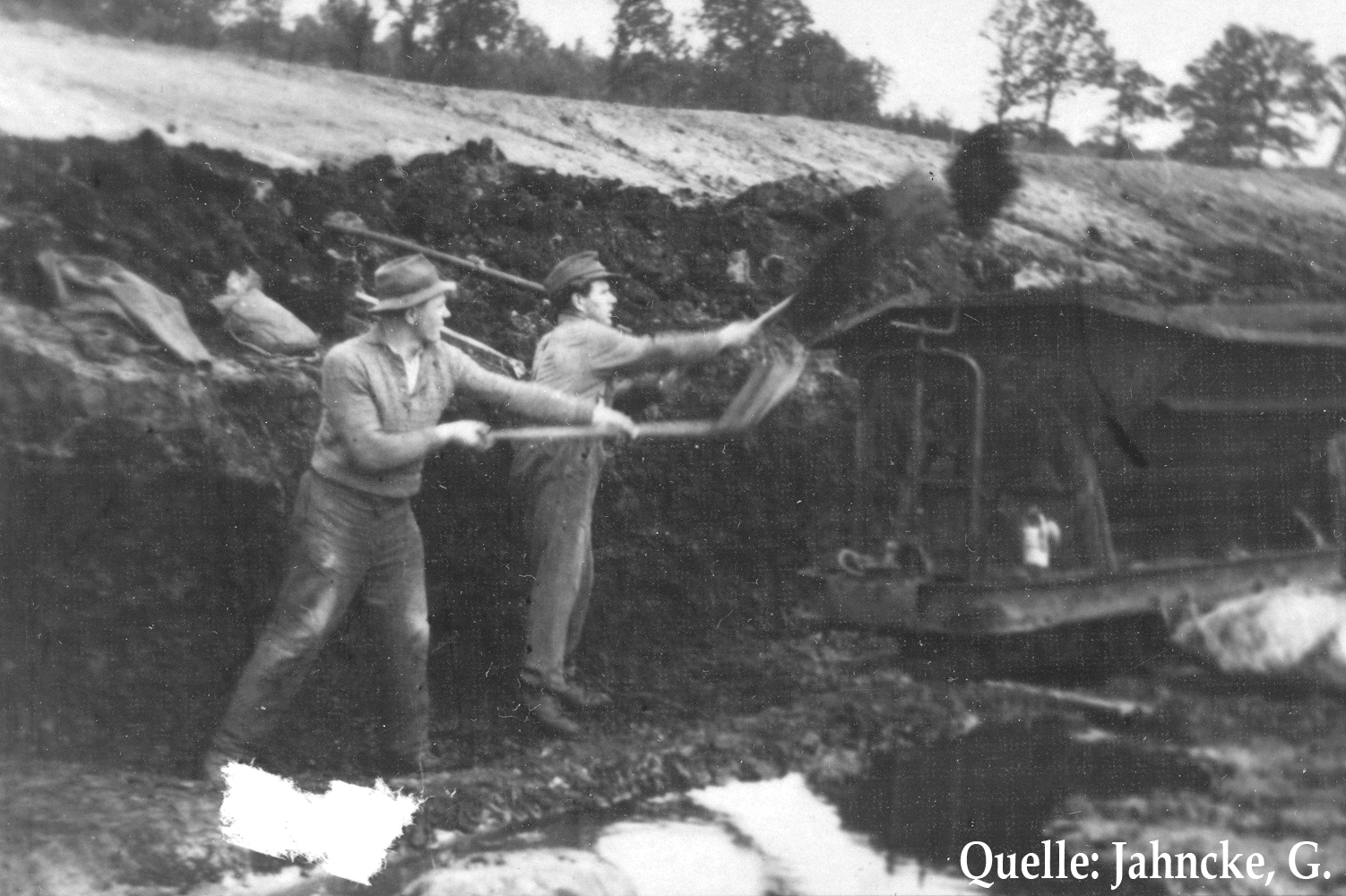
Beladen der Kipploren im Tagebau A (1946)

Die enorme Brennstoffknappheit nach 1945 führte zur Wiederbelebung des Gülitzer Braunkohlenbergbaus.
„Nach 1945 war in Gülitz der Bürgermeister Kraft im Amt. Er fand in dem Obersteiger Johannes Porwik – einem Aussiedler aus dem schlesischen Bergbaugebiet – eine hervorragende Fachkraft. Zunächst gehörten nur acht Mann zu der Truppe, die vor allem mit Spaten, Schippe und Hacke die Braunkohle freilegte, also die Deckschicht entfernte und dabei manchen Findling beiseite räumte. Per Muskelkraft und Schubkarre wurde die Braunkohle zu der Stelle gebracht, von wo aus sie dann mit dem Pferdewagen oder LKW – mancher mit Holzgasantrieb – abgeholt werden konnte“.
Weiter heißt es bei JAHNCKE: „Und im Herbst stieg dann die Siemens-Bauunion mit einer größeren Baggeranlage in den Tagebaubetrieb ein. Das bedeutete natürlich Zunahme der Abraumleistungen und der Braunkohlenförderung. Durchschnittlich wurden je Schicht 55 Tonnen gefördert und damit mehr als 1000 Zentner täglich. … Mit der Intensivierung des Abbaus nahm die Anzahl der Arbeitskräfte zu. Es waren etwa 60 bis 80 Leute beschäftigt. Der Einsatz erfolgte dann in drei Schichten. Es kam zur Kohleförderung in einer zweiten Tagebaugrube. Immer tiefer wurde die Grube ausgelegt. Später hat man zwei Stollen vom Tagebau aus schräg absinkend in das Erdreich vorgetrieben, die eine Länge von 200 Metern erreichten. Von den beiden Stollen gingen mehrere Seitenstollen ab, die vielleicht zehn Meter ausmachten. Haupt- und Nebenstollen waren mit Schienen ausgelegt. Die Bergleute sind mit ihren Grubenlampen in die Stollen gegangen. Die Seitenstollen waren meistens sehr niedrig. Vor Ort wurde mit einer Picke bzw. mit der Keilhaue die Kohle gelöst. Dann wurde der Hunt beladen. Der als Schlepper arbeitende Kumpel musste den beladenen Hunt unter größter Kraftanstrengung zum Hauptstollen ziehen oder zerren. Nur in Ausnahmefällen konnte hier man mit einer Haspel (Winde) die Fracht vorwärts bewegen. Mit Hilfe einer Blechplatte erfolgte das Hineinsetzen in das Gleis des Hauptstollens. Wieder war enorme Muskelkraft für das Transportieren bis ans Tageslicht erforderlich. Hier leerte man den Förderwagen, und mit der Schippe verfrachtete man jetzt die feuchte Rohbraunkohle in die Loren. Diese wurden dann mit einer Haspel auf der Schräge an die Erdoberfläche gezogen.“
Der Kohleabbau begann 1946 zunächst im Tagebaubetrieb im Teilfeld 4. Später verfolgte man die Flöze mit einfallenden Strecken. Je nach Bauwürdigkeit wurde sowohl das Ober- als auch das Unterflöz gewonnen.
„Am 2. Oktober 1946 wurde die Kohleförderung durch die Firma „Braunkohlenwerk Gülitz“ aufgenommen. Der Baggerbetrieb im Tagebau wurde bereits wieder am 28. August 1947 eingestellt. Während das Tiefbaufeld A nur über Tagesstrecken aufgeschlossen wurde, wurde das Tiefbaufeld B neben 2 Tagesstrecken auch über Schächte aufgeschlossen. Von vier geplanten Schächten wurden drei geteuft. Der Schacht I hatte auf der 7-m-Sohle eine querschlägige Verbindung mit Schacht II, der 1948 bis zur 15-m-Sohle geteuft wurde. Für den Grubenbetrieb waren die Baufelder B 1 bis B 5 vorgesehen. Das Baufeld B 5 wurde jedoch wegen starkem Wasserzufluss verworfen. Die Belegschaft der gesamten Grube hatte im September 1946 eine Stärke von 49 Arbeitskräften und im Dezember 1948 von 95 Personen, von denen etwa 40 unter Tage arbeiteten. Außer dem Betriebsleiter war kein gelernter Bergmann darunter. Die Aufsicht hatten Schichtführer, die als Kriegsgefangene im belgischen Steinkohlenbergbau tätig gewesen waren. Entsprechend war der Grubenausbau dem im Steinkohlenbergbau üblichen angepasst. Die Förderung erfolgte zweischichtig und lag bei 15–20 t Braunkohle pro Tag. Die Jahresförderung lag 1948 bei ca. 11.000 Tonnen. Die Grube war den „Volkseigenen Braunkohlenwerken Cottbus“ angeschlossen. Durch die Landesregierung Brandenburg wurde bereits im März 1948 die Grube Gülitz als unrentabel eingeschätzt. Am 30. Sept. 1949 wurde die Tätigkeit in der Braunkohlengrube Gülitz lt. Mitteilung der VVB Bergbau an den Rat des Kreises Westprignitz endgültig eingestellt.“

## Geologische Lagerstättenverhältnisse

### Gesamtübersicht
Das Altbergbaugebiet von Gülitz gehört geographisch zum Hügelland und Heidegebiet der Westprignitz. Morphologisch ist das Untersuchungsgebiet großräumig ein Teil des Nordbrandenburgischen Platten- und Hügellandes. Das Gebiet gehört der Westprignitzer Hochfläche an. Es liegt südlich der Endmoränenzüge der Ruhner Berge und stellt ein Abwaschungsgebiet der Schmelzwasser dar, die von der Endmoräne nach Süden zuströmten, das Gelände ebneten und mächtige Sandmassen ablagerten. Größere stehende Gewässer fehlen. Das Gebiet wird in nordsüdlicher Richtung vom Schlatbach durchzogen. Beständig fließende Wasserläufe fehlen und die vorhandenen Rinnsale versiegen schon bei mäßiger sommerlicher Trockenheit. Das gesamte Untersuchungsgebiet ist flachwellig ausgebildet mit maximalen Höhenunterschieden von ca. 15 m bei Geländehöhen zwischen +55 m bis +70 m NN. Die Höhenunterschiede werden durch sanftes Ansteigen des Geländes ausgeglichen. Die Abbaufelder des Braunkohlentiefbaus liegen ca. 800 m westlich von Gülitz im Bereich des Gülitzer Sattels (Messtischblatt 2737 Hülsebeck und 2837 Bäk). Der Ost-West streichende Sattel hat eine Länge von ca. 2 km und eine maximale Breite von ca. 1 km. Am östlichen Ende teilt er sich in zwei Teilsättel (Teilfeld 2b und 3). Der Gülitzer Sattel liegt im Bereich warthestadialer Hochflächensande. Unter diesen geringmächtigen pleistozänen Sanden steht das Tertiär in Form der untermiozänen Braunkohlenserie an (Märkische Braunkohlenformation). Die Märkische Braunkohlenformation kann in eine Hangend- und eine Liegendgruppe unterschieden werden. Die Schichten der hangenden Partie setzen sich aus Feinsand, tonigen Sand, sandigen Ton, Letten und Braunkohle zusammen, während in der liegenden Gruppe die Formsande durch Kohlensand, einem hellen oder durch zunehmenden Gehalt an Kohlenpartikelchen dunkel bis schwarz gefärbten, glimmerreichen Quarzsand, ersetzt werden. Zum Teil treten ausgesprochene Schwimmsande auf. Das Tertiär von Gülitz wird der Hangend- oder Formsandgruppe der Frankfurter Ausbildung zugerechnet. Die Gülitzer Schichten stellen eine Wechsellagerung von Tonen und Sanden mit eingelagerten Braunkohleflözen dar. Sie fallen größtenteils sehr flach ein (an den Flanken ca. 15°) und nur vereinzelt sehr steil bis überkippt.
Generell sind zwei Braunkohlenflöze vorhanden, die aber häufig völlig verschwinden.
Das Oberflöz (Flöz 1) führt mürbe, erdige Kohle minderer Qualität. Es erreicht Mächtigkeiten bis ca. 3,0 m (durchschnittlich 2,1 m).
Im Gegensatz zum Oberflöz besteht das Unterflöz (Flöz 2) aus fester, stückreicher Kohle guter Qualität. Die maximale Mächtigkeit des Unterflözes liegt bei 3,6 m (durchschnittlich 2,4 m).
Das Zwischenmittel ist 12–26 m stark. Im südlichen Bereich sind die Flöze entlang einer 250–260° streichenden Störung ca. 20 m verworfen.
Zum Liegenden des Tertiärs gibt es keine genauen Aussagen, denn bei dem im Feld Ottilienzeche in 19,35 m Teufe erbohrten Kreidemergel dürfte es sich um ein verschlepptes Geschiebe handeln, da im Erweiterungsfeld von Louise das Tertiär bei einer Teufe von 125,3 m noch nicht durchteuft war. Das Hangende des Tertiärs bildet geringmächtiges Pleistozän (bis 15 m). Stellenweise wurden zwischen Pleistozän und untermiozäner Braunkohlenserie obermiozäne Meeresablagerung mit Resten von Meeresfauna beobachtet (südöstlich von Burow). Die Entstehung der Tertiärkulmination von Gülitz wird mit salinaren Bewegungen (Struktur Marnitz) nördlich der heutigen Lage in Verbindung gebracht. Es wird angenommen, dass es sich bei der Braunkohlenserie von Gülitz um eine Scholle handelt, die durch Halokinese in den Wirkungsbereich des Eises kam und von diesem nach Süden geschleppt wurde. Für diese Hypothese sprechen die teilweise komplizierten Lagerungsverhältnisse, zahlreiche Verwerfungen, Falten und das plötzliche Abtauchen des Tertiärs an den Rändern des Sattels. Im Kerngebiet des Sattels wurden die Flöze so hoch gefaltet, dass sie während des Quartärs erodiert wurden.
Das gesamte Gülitzer Abbaurevier gliedert sich in vier Teilfelder.

### Geologie der einzelnen Teilfelder

#### Teilfeld 1 (Feld Ottilienzeche)

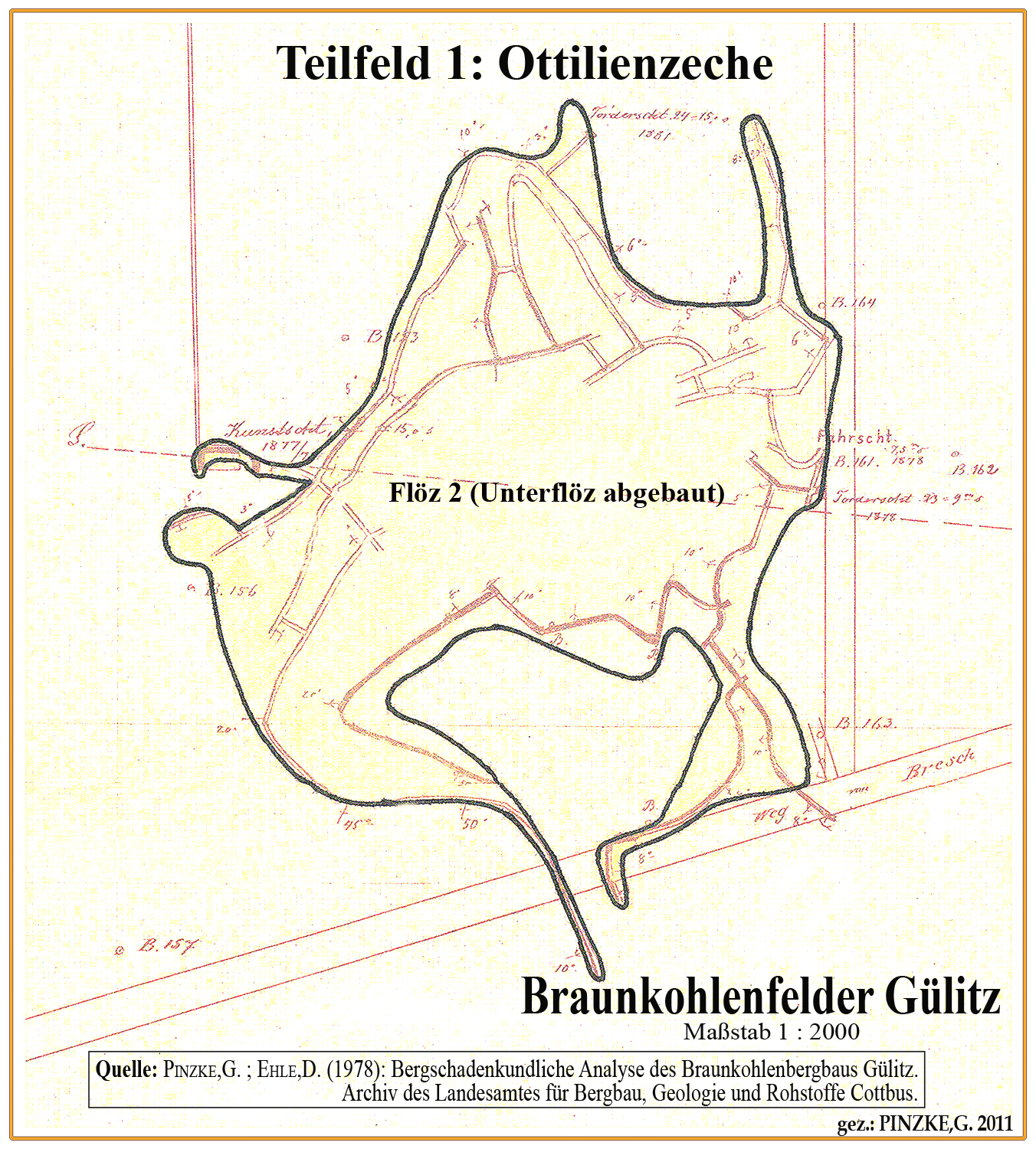
Lage des Teilfeldes 1, Ottilienzeche

Das Teilfeld 1 umfasst eine ca. 550 m westsüdwestlich des Ortsteils Schönholz liegende Randscholle; unmittelbar nördlich des Weges von Bresch. Diese hat eine Ost-West-Erstreckung von etwa 160 m und ist in Nord-Süd-Richtung ca. 220 m lang.
Der Abbau auf das Unterflöz ging in den Jahren 1878 bis 1882 um. Das Flöz steigt von West nach Ost mit einer Neigung von ca. 3° an und ist leicht gewellt. Östlich des Förderschachtes 23 wurde kein Abbau betrieben, da sich die durchschnittliche Mächtigkeit des Flözes von 2,80 m auf 1,25 m verringerte. Die Abbauteufe schwankte zwischen 7 m im Osten und 17 m im Westen. Oberflächig steht gelber Hochflächensand an. Dieser Sand wird von tertiären schwarzen bis schwarzgrauen Sanden unterlagert. Darunter folgt schwarzer Ton, der zum Teil mit Sand untermischt ist. Dieser bindige Schichtenkomplex ist im Osten etwa 2,20 m und im Westen 6,00 m mächtig und bildet unmittelbar das Hangende des Unterflözes. Erschlossen wurde das Teilfeld 1 durch einen sogenannten Kunstschacht, zwei Förderschächte und einen Fahrschacht.

#### Teilfeld 2

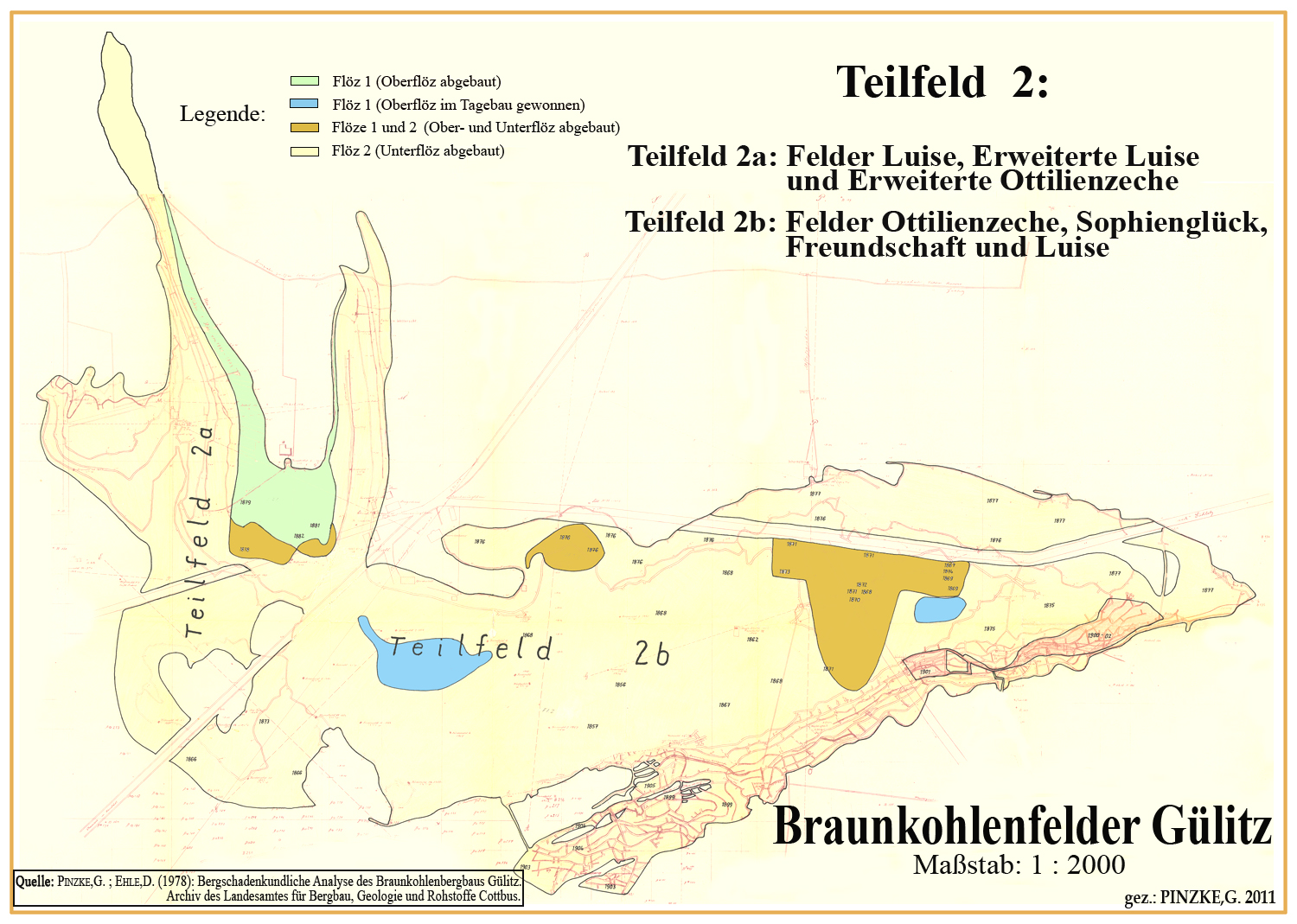
Lage der Teilfelder 2a und 2b

Das Teilfeld 2 gliedert sich – bedingt durch seine geologische Ausbildung – in das nördlich der Landstraße L13 Karstädt-Putlitz gelegene Teilfeld 2a und das im Ostsüdosten befindliche Teilfeld 2b.

##### Teilfeld 2a (Feld Louise, Erweiterte Louise, Erweiterte Ottilienzeche)
Das Teilfeld 2a liegt im Bereich des nach Norden umschwenkenden Westteiles des Gülitzer Sattels nördlich der L13 Karstädt-Putlitz. Der Hauptsattel teilt sich hier nördlich des Brescher Weges in zwei schmale Nord-Süd-streichende Teilsättel.
Die maximale Ost-West-Erstreckung des Unterflözabbaus beträgt ca. 500 m und die Nord-Süd-Erstreckung ca. 1000 m. Zwischen den beiden Teilsätteln nördlich des Brescher Weges begann im Jahre 1848 der Abbau des Oberflözes.
Das Abbaufeld des Oberflözes ist in Ost-West-Richtung ca. 170 m lang und hat eine Nord-Süd-Erstreckung von ca. 540 m. Die Pleistozänbedeckung schwankte zwischen 1,50 m bis 15,00 m. Nach Norden hin steigt das Einfallen des Flözes von 12° bis auf 85°. Im Bereich des Ostsattels sind beide Flöze sogar überkippt.
Im Bereich des westlichen Teilsattels weist das Unterflöz eine muldenförmige Lagerung auf. Der Ausbiss der Westflanke dieser Mulde liegt etwa 550 m westlich der Ortslage Schönholz.
Die östliche Muldenflanke steigt hingegen nur bis zu einer Teufe von 13,50 m (im Bereich des Kunstschachtes VII).
In östlicher Richtung schließt sich die Mulde zwischen den beiden Teilsätteln an, die bei Kunstschacht X ihre größte Teufe mit 34,50 m erreicht. Das Muldentiefste dieser Braunkohlenscholle wurde nicht abgebaut.
Der östliche Teilsattel ist schmal (ca. 80 m) mit sehr steilen Flanken. Im Nordteil sind die Schichten überkippt. Die gesamten oberen Partien dieser Braunkohlenscholle wurden während des Quartärs aberodiert. Die Ausbisse der Flöze sind stellen-weise nur von einer 5 m mächtigen Pleistozänschicht überdeckt.
Der Abbau im Teilfeld 2a erfolgte in den Jahren 1866 bis 1884.

##### Teilfeld 2b (Feld Ottilienzeche, Sophiensglück, Freundschaft, Louise)
Als Teilfeld 2b wird das bis ca. 700 m westlich von Gülitz reichende Abbaugebiet östlich der Landstraße L13 Karstädt-Putlitz bezeichnet. Es umfasst den Ost-West-streichenden Hauptsattel und hat eine Ost-West-Erstreckung von ca. 1500 m und eine Nord-Süd-Erstreckung von ca. 650 m.
Entsprechend dem Verlauf der Sattelstruktur sind die Schichten gewölbt. Das Einfallen beträgt hier 10–20°. Das Unterflöz fällt von 5 bis 6 m im Westen auf ca. 37 m Teufe im östlichen Teil des Abbaufeldes hinab. Im Bereich des Sattelhöchsten wurde während des Quartärs das Oberflöz abgetragen. Es taucht an der Nord- und Südflanke des Sattels sowie im tiefer gelegenen Ortsteil (im Bereich des einstigen Kohleabfuhrweges) wieder auf, wo es auch teilweise abgebaut wurde. Das Hangende des Oberflözes setzt sich größtenteils aus Feinsanden zusammen. Am weiteren petrographischen Aufbau des Zwischenmittels sind überwiegend bindige Schichten (schwarzer Ton) beteiligt. Die maximale Mächtigkeit dieses bindigen Schichtenkomplexes schwankt zwischen 5 m und 11 m.
Bei Kunstschacht V bildet eine etwa 5,50 m mächtige Schicht grauen Schiefers das Liegende des Oberflözes.
Die geringe Deckgebirgsmächtigkeit führte in den Jahren 1847 bis 1848 zum Aufschluss mehrerer kleiner Tagebaue.
Die Auskohlung des östlich von Kunstschacht V gelegenen Feldesteiles geschah in den Jahren 1863 bis 1873. Die ausgedehnten Grubenauffahrungen weisen auf eine flache Lagerstättenausbildung hin.
Der Förderschacht 27, am Südrand des Teilfeldes angelegt, erschloss die Lagerstätte auf eine Erstreckung von fast 400 m. Das Einfallen des Oberflözes betrug hier 4 bis 12°. Es wurde in den Jahren von 1885 bis 1894 abgebaut.

#### Teilfeld 3 (Feld Fortuna, Feld Freundschaft)

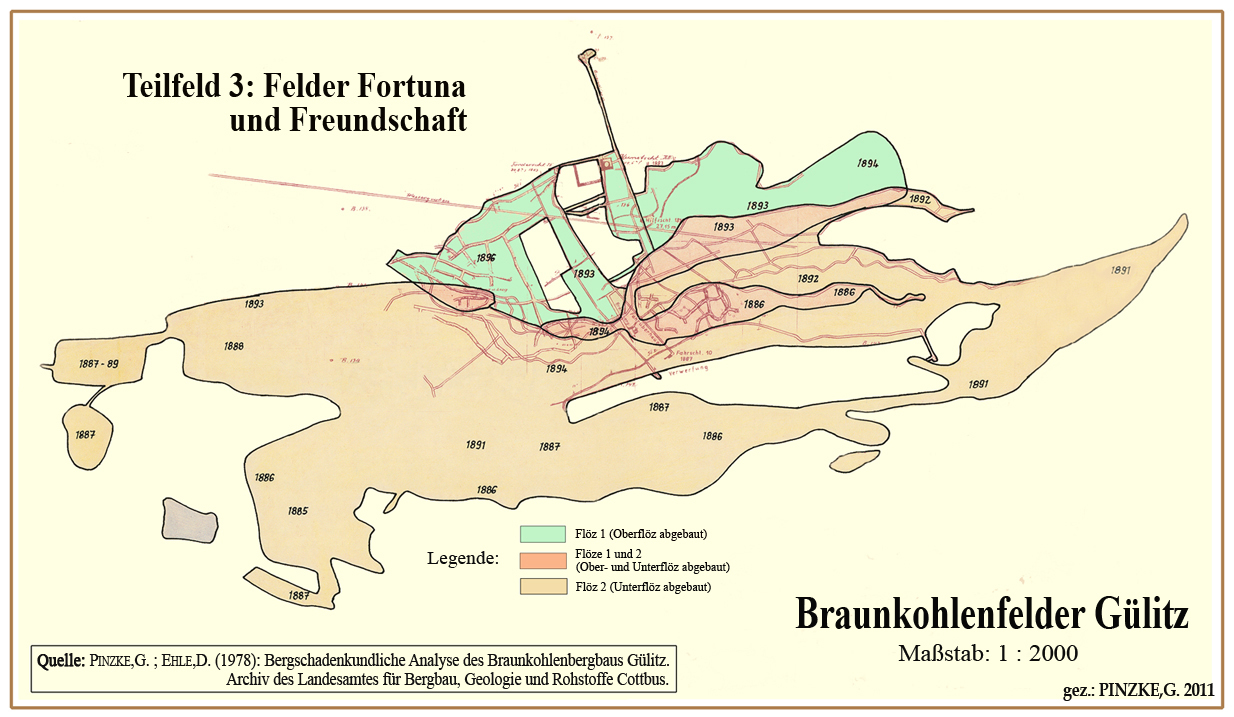
Lage des Teilfeldes 3

Dieses separate Abbaufeld liegt etwa 150 m südlich des östlichen Bereiches des Teilfeldes 2b und hat eine Ost-West-Erstreckung von ca. 900 m und eine Nord-Süd-Erstreckung von ca. 260 m. Seine geographische Lage ist ca. 300 m südlich der Kreisstraße K 7025 Schönholz-Gülitz und ca. 750 m westlich der Landstraße L13 Karstädt–Putlitz.
Die Flöze liegen in diesem Teilfeld tiefer als in den anderen Abbaufeldern. An der Nordflanke dieses Teilsattels bei Kunstschacht XII liegt das Oberflöz in einer Teufe von 28,40 m und das Unterflöz bei 47,00 m. Im östlichen Bereich des Teilfeldes 3 wurde das Oberflöz abgebaut. Die Baugrenzen erreichten in Ost-West-Richtung 400 m; in Nord-Süd-Erstreckung ca. 140 m.
Der Aufbau des Deckgebirges weist folgendes Normalprofil auf:
| Normalprofil                                    |
| ----------------------------------------------- |
| Hochflächensand                                 |
| Wechsellagerung sandiger und bindiger Schichten |
| Sand                                            |
| Ton                                             |
| Sand                                            |
| Oberflöz                                        |
| Sand                                            |
| Ton                                             |
| Sand                                            |
| Unterflöz                                       |

Die maximale Mächtigkeit des bindigen Schichtenkomplexes schwankt zwischen 21,00 m am Bohrloch B 136 und nur 4,00 m am Kunstschacht XII. Sein Durchschnittswert kann mit 12,10 m angegeben werden.

#### Teilfeld 4 (Sophiensglück)

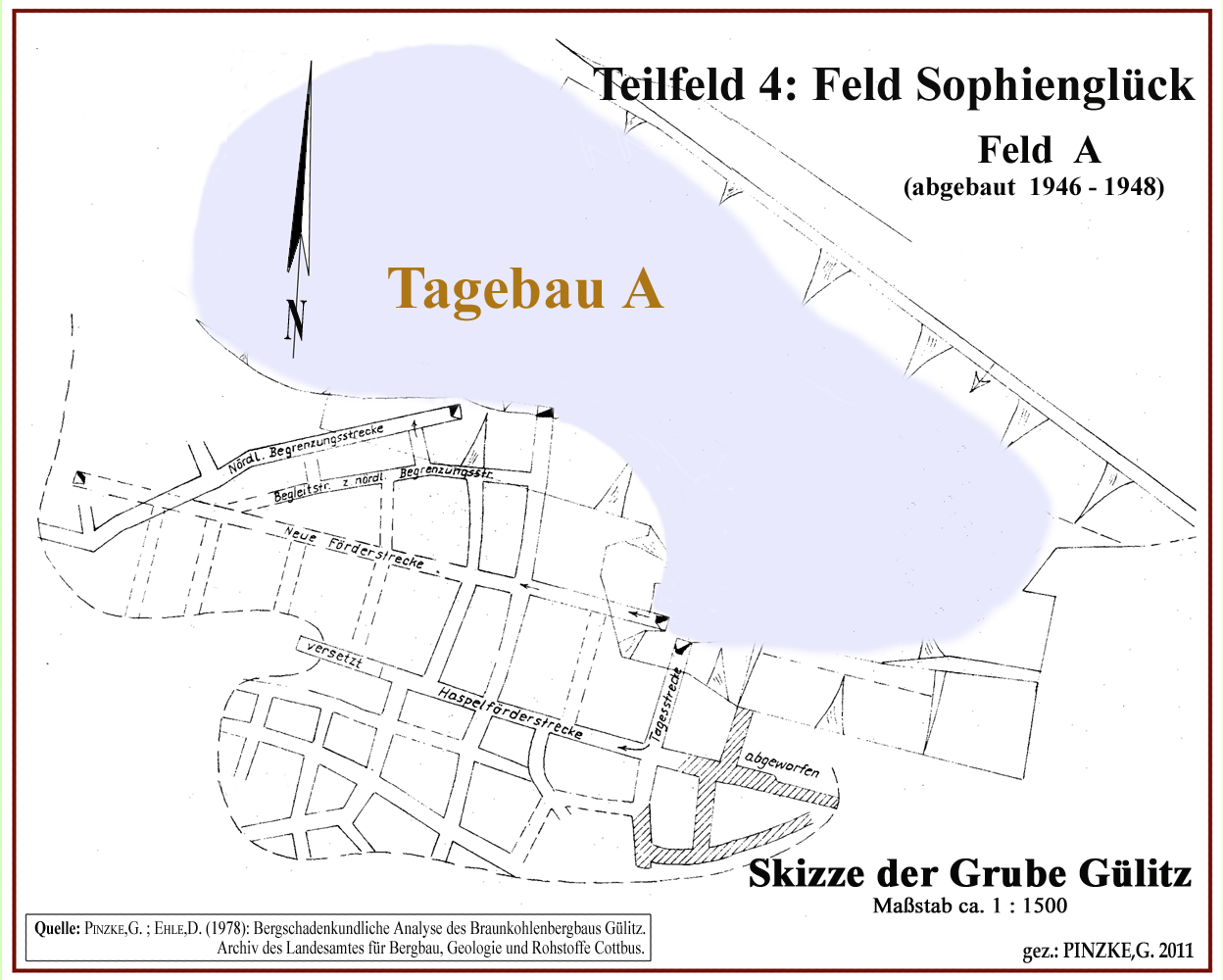
Lage der Teilfeldes 4, Tagebau A

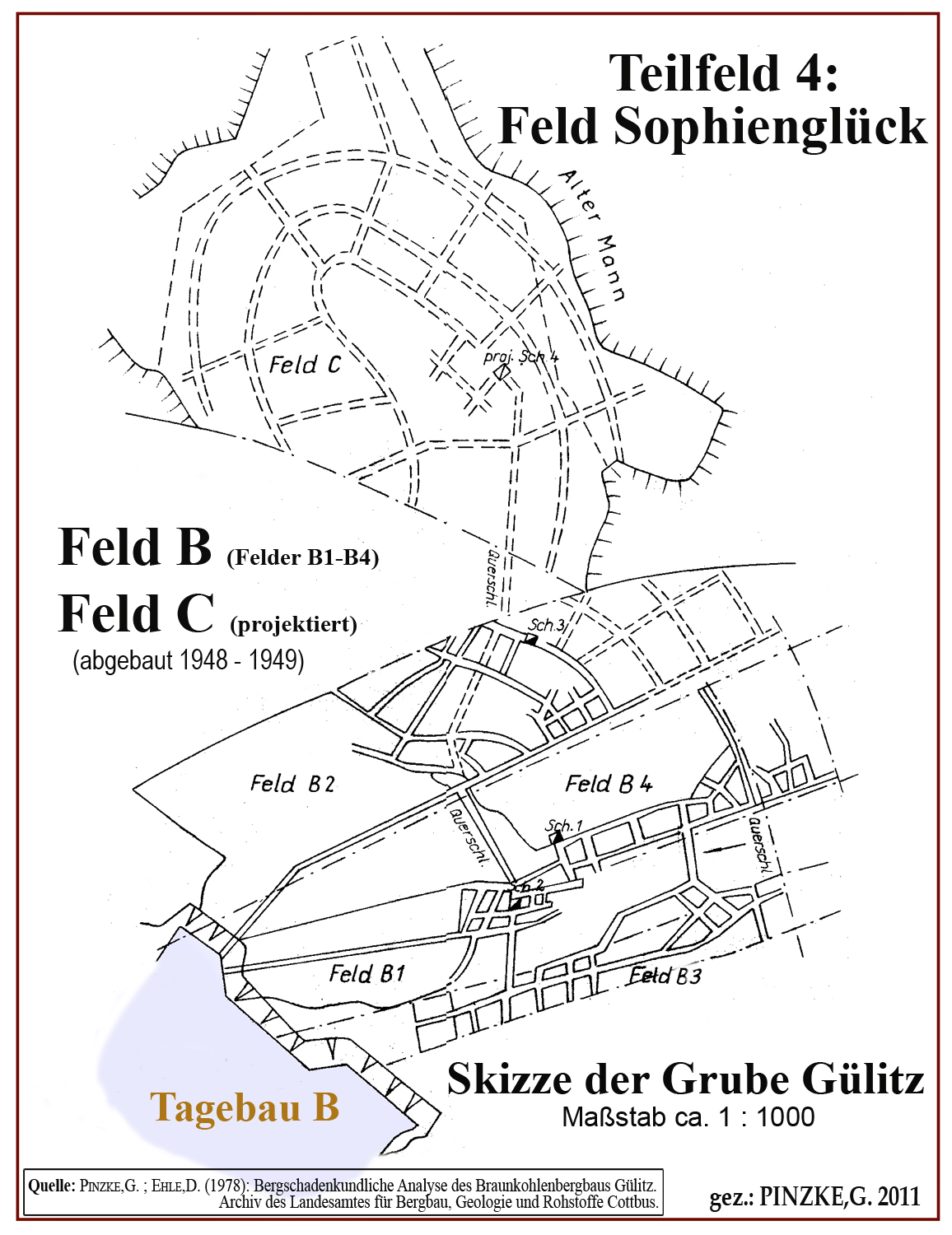
Lage Tagebau B und Abbaufelder B und C

Das Teilfeld 4 liegt am südlichen Rand des Bergbaureviers und umfasst die beiden Abbaufelder A und B des Bergbaus nach dem Jahre 1945. Hier erfolgte die Braunkohlengewinnung sowohl im Tage- als auch im Tiefbau. Geographisch gesehen liegen die beiden Abbaufelder A und B ca. 300 m östlich der Landstraße L13 Karstädt-Putlitz und ca. 20 m südlich des Teilfeldes 2b.
Geologisch bildet das Teilfeld 4 eine kleine Scholle mit sehr geringer Pleistozänbedeckung. Charakteristisch ist ihre starke Lagerungsstörung, gekennzeichnet von zahlreichen Verwerfungen und Überschiebungen mit Beträgen von mehreren Metern. Die Braunkohlenflöze sind flach und engräumig gefaltet. Die durchschnittliche Flözmächtigkeit liegt nur bei 1,80 m bis 2,00 m. Das Oberflöz reicht stellenweise bis 5 m unter Flur. Von den vorhandenen drei Flözen erwies sich im Allgemeinen nur das mittlere Flöz 2 als bauwürdig. Dieses Ost-West streichende Lager ist gefaltet und durch Sprünge in mehrere kleine Einzelschollen zergliedert.
Das Nebengestein besteht aus einem mehr oder weniger tonig-schluffigen Feinsand mit Letteneinlagerungen.
Auf Grund dieser komplizierten Lagerungsverhältnisse wird das Teilfeld 4 gegliedert in:

##### Abbaufeld A
Es schließt südlich an den Tagebau A an und hat eine Ost-West-Erstreckung von 110 m und ist in Nord-Süd-Richtung 60 m lang.
Das Hangende bildet eine Wechsellagerung von bindigen, braunschwarzen Tonen und kohäsionslosen Materialien (schluffiger bis mittelsandiger Feinsand).
Der Kohleabbau erfolgte in den Jahren 1947 bis 1949.

##### Abbaufeld B
In diesem Abbaufeld fallen die Flöze mit ca. 12 bis 15° nach Osten ein. Durch Längsverwerfungen sind sie in einzelne Schollen verschiedener Teufenlagen zerteilt. Der Schacht II erschloss das Oberflöz bei 7 m und das Unterflöz bei 17 m Teufe. Die petrographische Beschaffenheit des Nebengesteins entspricht im Aufbau der des Feldes A.

## Hydrogeologische Lagerstättenverhältnisse
Das Gülitzer Altbergbaugebiet liegt hydrographisch im Elbe-Einzugsbereich. Die generelle Grundwasserfließrichtung ist süd- bis südwestlich.
„Aus der hydrologischen Grundkarte HK 50 kann für den mittleren Abbaubereich ein Grundwasserniveau von ca. 55 m NHN entnommen werden. Während in östlicher Richtung ein Anstieg bis auf nahezu 60 m NHN zu verzeichnen ist, ist nach Westen hin ein Abfall bis auf ca. 52 m NHN gegeben. Interessant ist, dass östlich und westlich des Abbaugebietes eine vermutete Grundwasserscheide II. Ordnung jeweils etwa in N-S-Richtung verläuft.“
Das flachwellige Areal besitzt keine nennenswerten Abflüsse, es wird lediglich von einigen kleineren Entwässerungsgräben durchzogen. Die Oberflächenentwässerung der weiteren Umgebung erfolgt nach Osten zur Stepenitz bzw. nach Westen zum Schlatbach.
„Die Gruben des Perleberger Reviers haben bei der grossen Flachheit der Gegend allgemein künstliche Wasserhaltung nöthig und bedienen sich dazu zum Theil der von Hoppe in Berlin construirten locomobilen Dampfmaschinen, indem diese leicht zu versetzen sind.“
Im westlichen Abbaufeld des Tiefbaus von 1905 standen zwei Wasserhaltungsschächte, sogenannte Kunstschächte. Diese Bezeichnung geht auf die zur Hebung der Grubenwässer seinerzeit noch üblich angewandte Wasserkunst zurück. Das waren kleine bewegliche Hochdruckdampfmaschinen, mitunter auch Locomobile genannt. „Im wesentlichen bestehen sie aus einem auf zwei starken Lagerbalken der Länge nach aufgeschraubten, nach Art der Locomotivdampfkessel eingerichteten Kessel mit vielen Feuerröhren, auf welchen ein oder zwei liegende Cylinder mit den Steuervorrichtungen, den Leitungsschienen der Kolbenstangen und sonstigem Zubehör an gusseisernen Ständern befestigt sind. Mit dem zwischen horizontalen Schienen gehenden Kopfe der Kolbenstange ist die Bläuelstange verbunden, welche mittels eines Krummzapfens ein kleines Schwungrad treibt, deren bei 2 Cylindern auch 2 auf einer gemeinschaftlichen Welle sind. Die Kunstkreuze über dem Schachte werden durch Zugstangen bewegt. …Eine solche Maschine von 12 Pferdestärken … hat 2 Cylinder von 8 Zoll Kolbendurchmesser, rechts und links von dem Kessel angebracht, ferner 2 Fuss Hublänge, macht 30 Hübe in der Minute und hebt die Grubenwässer aus 7 Lachter Tiefe mittels einer Hubpumpe.“.
Diese bewältigten hier anstehende Grubenwässer von 2,0 bis 2,2 m³/min. Im östlichen Feldesteil förderte der Senkschacht von 1885 aus einer Teufe von 45 m 2,1 m³ Grubenwässer je Minute. Mit zunehmender Abbautiefe vergrößerten sich die Zuflüsse, so dass der Abbau auf etwa 50 m Teufe begrenzt blieb. Überdies standen im Liegenden der Lagerstätte gespannte Grundwässer an. 1855 wird berichtet: „Auf der Grube Cäcilie bei Rambow musste die locomobile Dampfmaschine nach einem anderen Punkte verlegt, und das Abteufen eines neuen Kunstschachtes begonnen werden, was eine Unterbrechung der Förderung zur Folge hatte.“
Die flachen Abbaue des Tiefbaus nach 1945 brachten nur 50–60 l Wasserzufluss je Minute.
Die starken Wasserzuflüsse beim Abteufen des Schachtes 4 im Jahre 1949 im projektierten Feld C dürften auf die Nähe zum alten Baufeld der Ottilienzeche zurückzuführen sein.

## Abbau- und Versatzverfahren

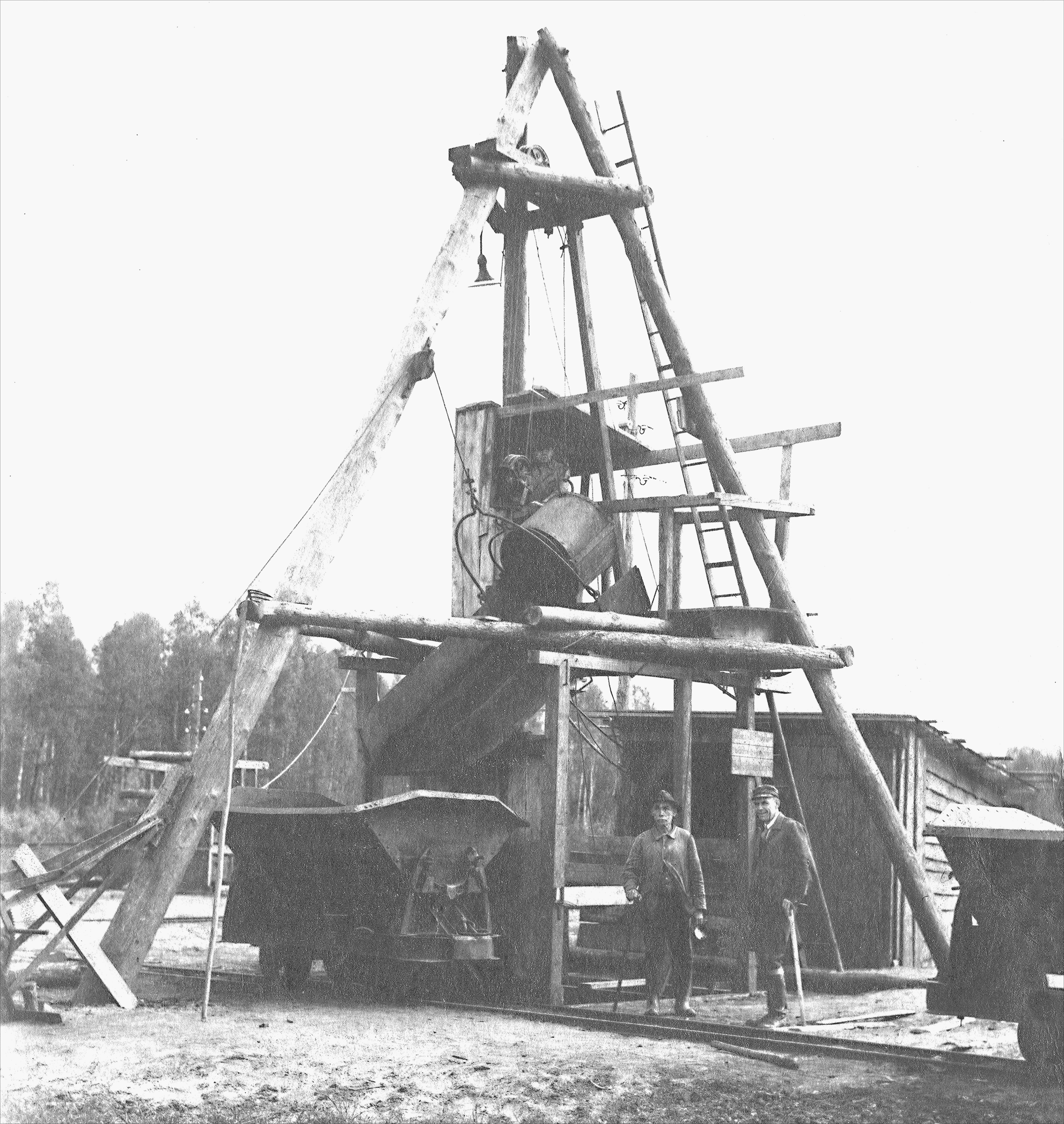
Dreibock-Schachtgerüst im Grubenfeld Gülitz; vorn links im Bild: Obersteiger Porwik.

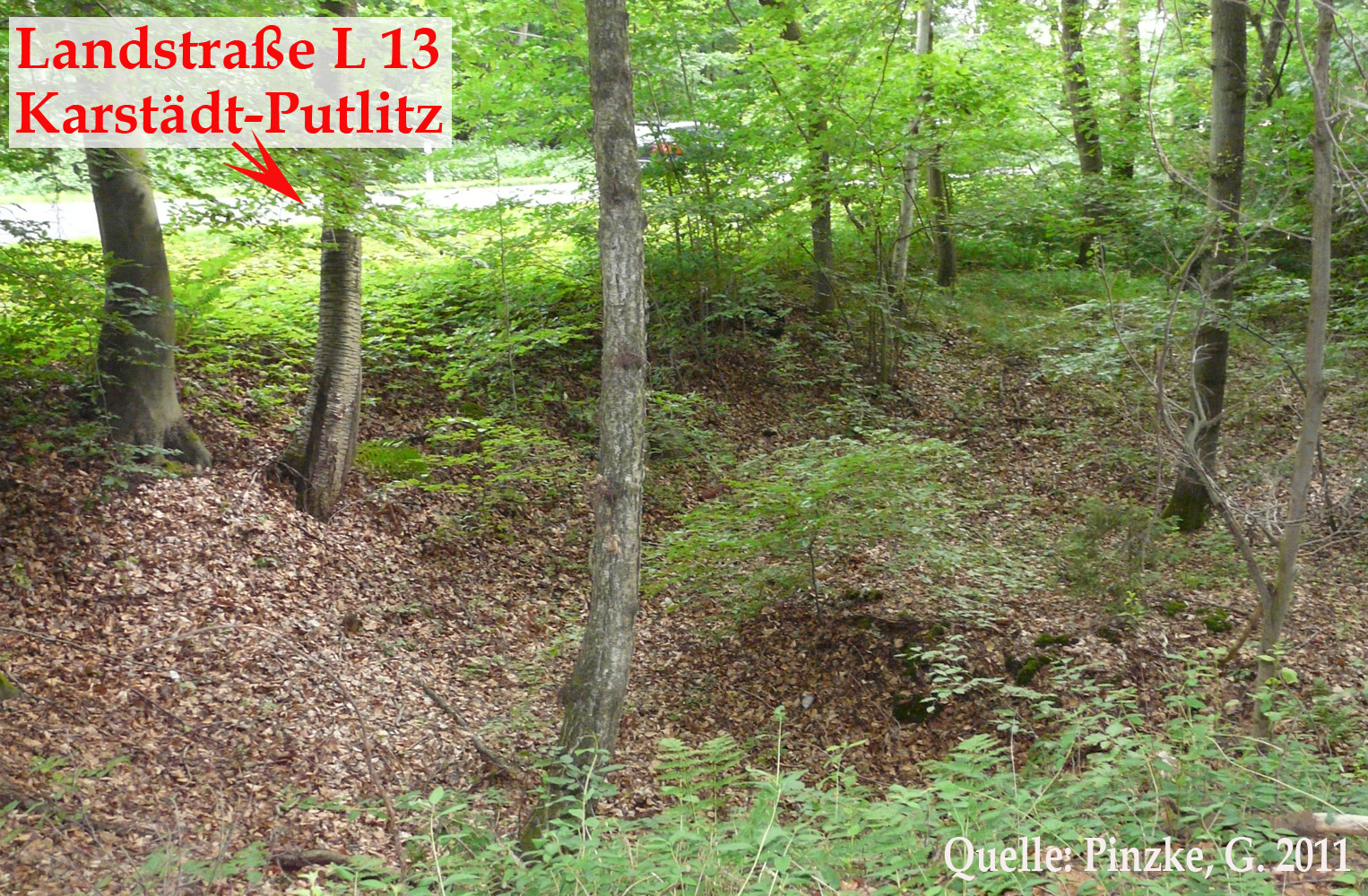
Tagesbruchfeldgrenze bei Kunstschacht IX

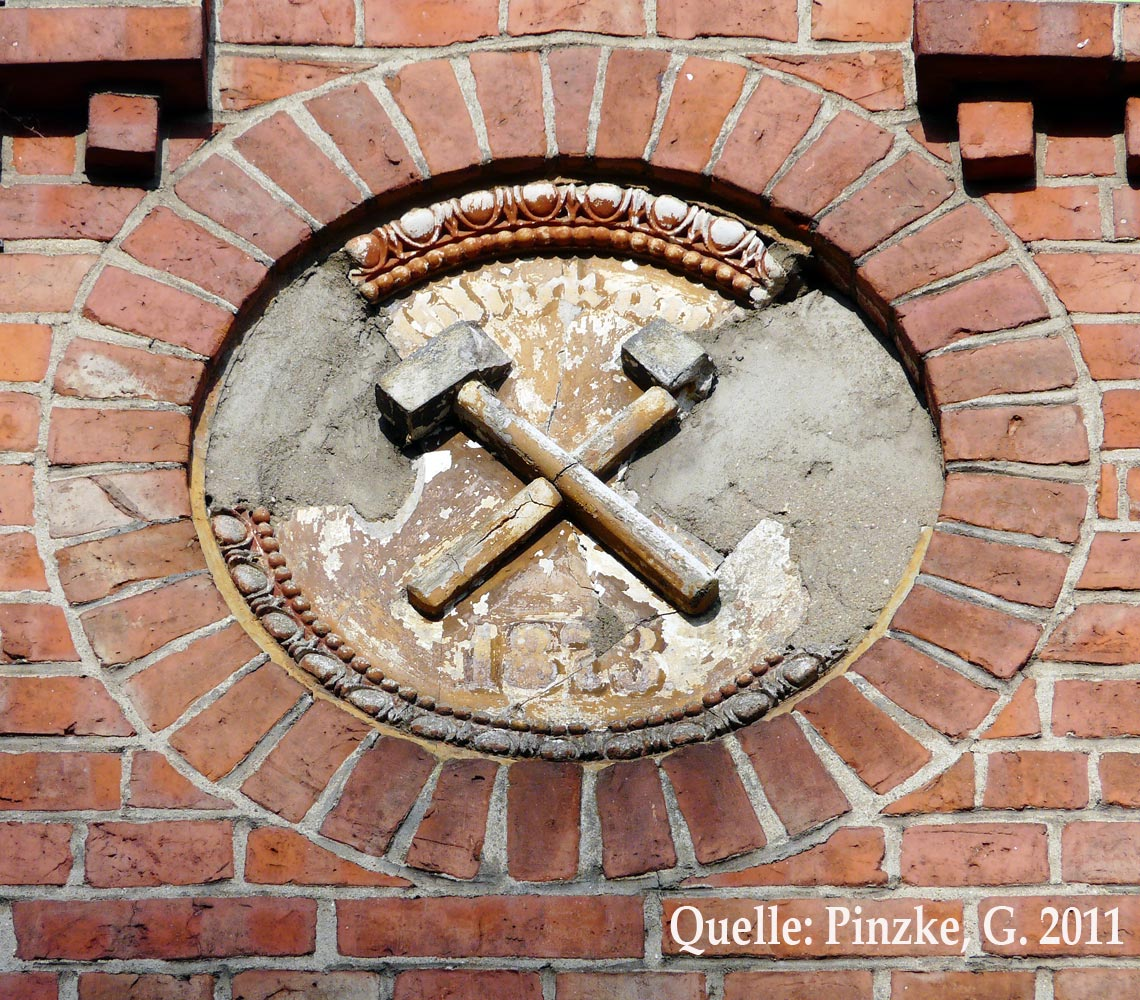
Bergbausymbol am ehem. Steigerhaus in Schönholz

Auf die Braunkohlenlagerstätte wurden ca. 70 verschiedene Schächte niedergebracht, welche größtenteils das Unterflöz erschlossen. Das gesamte, durch den Tiefbau genutzte Gelände umfasst rund 68,5 ha. Neben reinen Förderschächten mit bis zu drei Fördertrümern – mit Ausnahme eines Schachtes mit rundem Querschnitt (Durchmesser 4 m) wurden rechteckige oder quadratische Schächte geteuft – waren dies Wetter-, Wasserhaltungs-, Fahr- und Hilfsschächte. Stellenweise wurden die Tiefbauarbeiten auch durch einfallende Strecken von einer Tagebausohle aus in Angriff genommen. Die Schächte standen in Bolzenschrotzimmerung oder vereinzelt auch in Backsteinmauerung. Durchteuften diese beide Flöze, so wurden auch zwei Füllörter angelegt. Die von den Schächten ausgehenden Sohlen oder streichenden Untersuchungsstrecken waren in der Regel 1,80 bis 2,00 m breit. Ihre Höhe maß bis zu 2,20 m, so dass gegen den hangenden Sand eine größtenteils ausreichende Schwebe belassen werden konnte. Sie wurden mit Türstockzimmerung versehen. Die Länge solcher Sohlen, wie die der Kunstschächte 3, 5, 7 und 8, betrug mehrere Kilometer. Sie waren nicht nur bedeutungsvoll für Förderung, Fahrung, Wetterführung und Wasserhaltung, sondern auch für die markscheiderische Vermessung der Abbaue und weiteren Auffahrungen sowie als Fluchtwege.
Aus Querschlägen, Brems- und Haspelbergen sowie aus schwebenden Untersuchungsstrecken heraus wurden streichende Vorrichtungsstrecken vorgetrieben. Die generelle Abbaumethode war der Kammer–Pfeilerbruchbau. Die komplizierten Lagerungsverhältnisse gestatteten keine regelmäßige Aufgliederung der Flöze in Bruchfelder. Durch Abbau- und Bruchstrecken wurden die Flözpartien in einzelne Brüche von ca. 3 m × 5 m zergliedert. Diese wurden grundsätzlich durch Rauben der Zimmerung zu Bruch geschlagen, ebenso die meisten der Vorrichtungsbaue. In den Feldesteilen, in denen beide Flöze abgebaut werden sollten, wurde zunächst das Oberflöz vorgerichtet und abgebaut. Versetzt wurden nur solche Strecken, welche entweder besonders gefährdete Übertageobjekte unterfuhren, so z. B. die Straßen Karstädt–Schönholz und Gülitz–Schönholz oder oberirdische Wasserläufe. Versatzmaterialien waren vermutlich anfallendes Nebengestein bzw. Bergemittel. Als Versatzverfahren kann Handversatz angenommen werden.

## Beschaffenheit der Gülitzer Braunkohle
„Die Braunkohle ist schwärzlichbraun, undeutlich schiefrig und sehr fest. Auf den Schiefrungsflächen erblickt man recht häufig lichter braun gefärbte Pflanzenreste, die Blättern und Stielen anzugehören scheinen, aber nur sehr undeutlich erhalten sind. Wo diese letzteren fehlen, ist die Kohle durchaus dicht, homogen, ohne Spur von vegetabilischer Struktur, mit unebenem erdigem Querbruch. Bituminöses Holz findet sich in beträchtlicher Menge in der dichten Kohle, es ist langfaserig und fest. Die Jahresringe sind auf dem Querbruch sammt den Markstrahlen noch deutlich zu unterscheiden, doch zeigen die ersteren statt des kreisrunden Verlaufs stets einen lang elliptischen als Zeichen einer starken Zusammendrückung der Holzmassen. Die schon so häufig erwähnten Harzpünktchen finden sich auch in den Perleberger Kohlen und zwar recht zahlreich. Ihrer ist zuerst durch Herrn Girard Erwähnung geschehen, aber die Vermuthung, dass es Bernstein sein möge, hat sich durch die chemische Untersuchung der Destillations-Produkte nicht bestätigt. Außer in abgesonderten Pünktchen findet sich das Harz in einzelnen Fällen auch in parallelen Streifen zwischen der Kohlensubstanz undeutlich erkennbarer Pflanzenreste, die in Menge die Schichtungsflächen der Kohle bedecken. Da die Gruben von grösseren Ortschaften sehr weit entfernt liegen und auch die Communikationsmittel nur sehr mittelmässig sind, so hat man versucht die Kohlen durch Verkoaksung in Meilern für den Eisenbahnbetrieb und somit für einen weiteren Transport geeignet zu machen. Aber diese Versuche haben bis jetzt kein günstiges Resultat geliefert. Die verkoakste Braunkohle gleicht an Leichtigkeit dem verkohlten frischen Holz, ist aber dabei so leicht zerreiblich, dass sie den Transport noch weniger verträgt als die nicht verkoakste. Das bituminöse Holz ist im verkoaksten Zustande von Holzkohle kaum zu unterscheiden, nur dass es nach der Längsfaser in eine Menge dünner, stark gekrümmter und leicht zerbrechlicher Späne zerreisst.“
Diese Qualitätsbeschreibung von 1852 bezieht sich zweifellos nur auf die Braunkohle des bis dahin abgebauten Oberflözes (Flöz 1).
Später wird berichtet, dass die Gülitzer Braunkohle qualitativ hochwertig und stückreich sei und längere Zeit zur Befeuerung der Lokomotiven der Staatsbahn genutzt wurde. Es liegt also die Vermutung nahe, dass es sich hier um Kohle aus Partien des Unterflözes (Flöz 2) handelte.

## Statistik der Braunkohlenförderung 1848–1894
| Jahr         | 1848          | 1849                                    | 1850                                                  | 1851                        | 1852                                  | 1853                                  | 1854          | 1855          | 1856          | 1857          | 1858          | 1859                                  |
| ------------ | ------------- | --------------------------------------- | ----------------------------------------------------- | --------------------------- | ------------------------------------- | ------------------------------------- | ------------- | ------------- | ------------- | ------------- | ------------- | ------------------------------------- |
| Grube        | Ottilienzeche | Ottilienzeche, Sophiensglück, Einigkeit | Ottilienzeche, Einigkeit, Sophiensglück, Freundschaft | Ottilienzeche, Freundschaft | Ottilienzeche, Freundschaft, Adelheit | Ottilienzeche, Freundschaft, Adelheit | Ottilienzeche | Ottilienzeche | Ottilienzeche | Ottilienzeche | Ottilienzeche | Ottilienzeche, Freundschaft, Adelheit |
| Förderung    | 8.887         | 30.354                                  | 48.505                                                | 46.171                      | 31.180                                | 31.229                                | 47.782        | 49.645        | 55.235        | 55.057        | 114.335       | 91.282                                |
| Bergarbeiter | 10            | 38                                      | 85                                                    | 64                          | 36                                    | 28                                    | 54            | 49            | 48            | 66            | ?             | ?                                     |

| Jahr         | 1860                        | 1861                        | 1862                    | 1863                    | 1864                    | 1865                    | 1866                    | 1867                    | 1868                    | 1869                    | 1870                    | 1871                    |
| ------------ | --------------------------- | --------------------------- | ----------------------- | ----------------------- | ----------------------- | ----------------------- | ----------------------- | ----------------------- | ----------------------- | ----------------------- | ----------------------- | ----------------------- |
| Grube        | Vereinigte Gühlitzer Gruben | Vereinigte Gühlitzer Gruben | Gühlitzer Vereinsgruben | Gühlitzer Vereinsgruben | Gühlitzer Vereinsgruben | Gühlitzer Vereinsgruben | Gühlitzer Vereinsgruben | Gühlitzer Vereinsgruben | Gühlitzer Vereinsgruben | Gühlitzer Vereinsgruben | Gühlitzer Vereinsgruben | Gühlitzer Vereinsgruben |
| Förderung    | 133.466                     | 207.661                     | 222.865                 | 226.592                 | 265.011                 | 337.726                 | 262.957                 | 294.899                 | 342.623                 | 259.348                 | 253.599                 | 265.470                 |
| Bergarbeiter | 79                          | 156                         | 204                     | 198                     | 161                     | 181                     | 157                     | 174                     | 181                     | 152                     | 124                     | 146                     |

| Jahr         | 1872                    | 1873                    | 1874                    | 1875                    | 1876                    | 1877                    | 1878                    | 1879                    | 1880                    | 1881                    | 1882                    | 1883                    |
| ------------ | ----------------------- | ----------------------- | ----------------------- | ----------------------- | ----------------------- | ----------------------- | ----------------------- | ----------------------- | ----------------------- | ----------------------- | ----------------------- | ----------------------- |
| Grube        | Gühlitzer Vereinsgruben | Gühlitzer Vereinsgruben | Gühlitzer Vereinsgruben | Gühlitzer Vereinsgruben | Gühlitzer Vereinsgruben | Gühlitzer Vereinsgruben | Gühlitzer Vereinsgruben | Gühlitzer Vereinsgruben | Gühlitzer Vereinsgruben | Gühlitzer Vereinsgruben | Gühlitzer Vereinsgruben | Gühlitzer Vereinsgruben |
| Förderung    | 550.980                 | 534.973                 | 520.833                 | 566.350                 | 488.574                 | 402.529                 | 456.469                 | 520.545                 | 540.624                 | 504.463                 | 400.464                 | 324.046                 |
| Bergarbeiter | 165                     | 213                     | 146                     | 137                     | 144                     | 158                     | 147                     | 138                     | 162                     | 167                     | 153                     | 123                     |

| Jahr         | 1886                   | 1887                   | 1889                   | 1890                   | 1891                   | 1893                   | 1894                   |
| Grube        | cons. Gühlitzer Gruben | cons. Gühlitzer Gruben | cons. Gühlitzer Gruben | cons. Gühlitzer Gruben | cons. Gühlitzer Gruben | cons. Gühlitzer Gruben | cons. Gühlitzer Gruben |
| Förderung    | 290.882                | 16.483                 | 14.166                 | 14.318                 | 14.415                 | 11.889                 | 10.216                 |
| Bergarbeiter | ?                      | ?                      | ?                      | 64                     | 58                     | 55                     | 54                     |